# Iljimae
Iljimae (en coréen : 일지매), connu sous le titre de Iljimae: The Phantom Thief, est une série télévisée sud-coréenne en 20 épisodes de 80 minutes diffusée du 21 mai 2008 au 24 juillet 2008 sur le réseau SBS.
Cette série est inédite dans les pays francophones.
Il est vaguement basé sur la bande dessinée Iljimae, publié entre 1975 et 1977, écrit par Ko Woo-young basés sur le folklore chinois de la dynastie Ming sur un Robin des Bois masqué agissant au cours de la dynastie Joseon.

## Synopsis
Une nuit, Lee Gyeom, fils du noble Lee Won-ho est témoin de l'assassinat de son père. Après cette nuit, il vit une vie misérable et a été adopté par un voleur, Swe Dol qui l'a nommé Yong. Un jour, Yong se souvint de son passé quand il a été pourchassé par un groupe il y a treize ans. Ses rêves d'être réuni avec sa mère et sa sœur, de récupérer sa maison familiale, et de vivre avec sa famille sont anéantis lorsqu'il assiste à l'exécution de sa sœur. Voulant se venger de la mort de sa sœur et de son père, il a gravé sur sa poitrine un tatouage de l'emblème noir qu'il voyait sur l'épée de celui qui a tué son père.
Avec les compétences qu'il a appris de son père adoptif, Swe Dol, il a obtenu des informations auprès des nobles en commettant son premier cambriolage. Mais il laisse derrière lui une fleur de prunier par accident. Lorsque les fonctionnaires ont trouvé cette preuve, les gens ont commencé à l'appeler « Iljimae » qui signifie « Une tige unique de prune ». Dès lors, il laisse derrière lui une peinture d'une fleur de prunier pour marquer son passage et de prouver qu'il était le cambrioleur qui a volé une maison. Il découvre peu après l'existence d'une liste secrète avec les noms de tous les membres du clan secret Tianyou et entre dans la maison d'un noble à la recherche d'une épée avec un emblème noir. Il se rappelle que son père était un membre du clan secret Tianyou. Il a alors décidé d'utiliser Eun-chae pour obtenir la liste complète. Sous son plan méticuleux, il approché Eun-chae. Eun-chae tombe amoureuse de Lee Gyeom. Mais ce dernier se concentre que l'obtention de sa vengeance et de se retenir de raconter la vérité à Eun-chae.
La cour royale a déployé toutes ses forces pour capturer Iljimae. Shi-hoo n'a pas réussi à capturer Iljimae deux fois au cours d'une surveillance mais Iljimae a subi une profonde entaille de l'épée de Shi-hoo. Bong-Soon découvre Yong couché à demi-inconscient et le père de cette dernière, Gonggal, sauve la vie de Yong. Celui-ci découvre que Gonggal est l'un des deux assassins légendaires et insiste qu'il lui enseigne les arts martiaux. Les histoires de divers incidents impliquant Iljimae se propagé parmi les personnes qui ont commencé à l'adorer comme le héros des roturiers. Iljimae vole les plus nobles pour le bonheur du peuple. 
Le procureur du palais royal, Shi-hoo, est devenu obsédé par la capture de Iljimae et le Roi Injo se sent oppressé par la réputation croissante d'Iljimae le roi des roturiers et veut le capturer à tout prix...
Pour ceux qui ont un doute Iljimae ne meurt pas à la fin. Le début de l'épisode 1 est la suite du 20e  ...

## Distribution

### Personnages principaux
- Lee Joon-gi : Gyeom / Yong / Iljimae
- Han Hyo-joo : Eun Chae
- Lee Young-ah : Bong Soon
- Park Si-hoo : Cha Dol / Shi Hoo

### Personnages secondaires
- Noh Young-hak : Frère aîné de Bong Soon
- Lee Moon-sik : Soe Dol
- Kim Sung-ryung : Dani
- Lee Il-hwa : Mme Han Bu In
- Jo Min-ki : Lee Won-ho
- Ahn Gil-kang : Un Kongkal Je
- Mun Ji-yun - Dae Sik
- Kim Hyun-sung : Hong Kyeonsik
- Jeong Jae-eun : Sim Deok
- Seo Dong-won : Eun Bok
- Do Ki-seok : Hee Bong
- Kim Kwan-sik : Du Keok
- Lee Won-jong : Byeon Sik
- Kim Mu-yeol : Si Wan, le frère aîné de Eun-chae
- Kim Chang-wan : Roi Injo
- Kim Roi-ha : Sa Cheon
- Jo Sang-ki : Mu Lee
- Yang Jae-sung : Shim Ki Won
- Lee Won-jae : Jang Po Kyo
- Son Tae-young : Lee Yeon
- Yeo Jin-goo : Lee Gyeom (jeune)
- Kim Yoo-jung : Eun Chae (jeune)
- Jung Da-bin : Bong Soon (jeune)
- Lee David : Cha Dol (jeune)
- Samuel Kang : Officier public
- Ryoo Sung-hoon : Chirurgien
- Park Ji-hoon : le fils du village

## Diffusion internationale
- SBS (2008)
- So-net TV / TV Tokyo / Mnet Japan (2008-2009)
- 8TV (2009)

## Distinctions

### Récompenses
- SBS Drama Awards 2008 : 
  - Prix top excellence, acteur pour Lee Joon-gi
  - Meilleur acteur dans un second rôle dans un drama spécial pour Lee Moon-sik
  - Prix de la nouvelle star pour Han Hyo-joo
  - Meilleur jeune acteur pour Yeo Jin-goo
  - Top 10 des stars pour Lee Joon-gi
  - Prix de popularité des internautes pour Lee Joon-gi
  - Prix de l'amitié pour Do Ki-seok

### Nominations
- SBS Drama Awards 2008 : 
  - Prix d'excellence, actrice dans un drama spécial pour Lee Young-ah
  - Meilleur acteur dans un second rôle dans un drama spécial pour Ahn Gil-kang
  - Meilleure actrice dans un second rôle dans un drama spécial pour Kim Sung-ryung
- Baeksang Arts Awards 2009 : Meilleur acteur à la télévision pour Lee Joon-gi